# Óscar Martínez Cid
Óscar Martínez Cid (Orense, España, 9 de marzo de 1979), conocido como Óscar Martínez, es un futbolista español. Juega como delantero y su actual equipo es el C. D. Ourense de la Segunda División B de España.

## Trayectoria
Óscar Martínez es un delantero formado en C. D. Ourense. Ha militado en varios equipos, entre ellos el Deportivo Alavés durante dos temporadas, hasta que fue fichado por el Real Oviedo para la temporada 2011/12. El 20 de agosto de 2011 hace su debut oficial con el Real Oviedo anotando un gol contra el C. D. Leganés en el estadio de Butarque.

## Clubes
| Club                       | País   | Año         |
| -------------------------- | ------ | ----------- |
| C. D. Ourense              | España | 1999-2000   |
| Real Madrid Castilla C. F. | España | 2000-2001   |
| U. E. Lleida               | España | 2001-2003   |
| U. D. A. Gramenent Milán   | España | 2003 - 2004 |
| C. D. Ourense              | España | 2004-2007   |
| C. D. Linares              | España | 2007-2008   |
| Granada C. F.              | España | 2008-2009   |
| Deportivo Alavés           | España | 2009-2011   |
| Real Oviedo                | España | 2011-2012   |
| C. D. Ourense              | España | 2012-2014   |